# Lac du Mas Chaban
Le lac du Mas Chaban est un lac artificiel créé par la construction d'un barrage, mis en eau en 2000, ouvrage implanté sur la Moulde, dans le département de la Charente, sur les communes de Lésignac-Durand et Massignac.

## Géographie

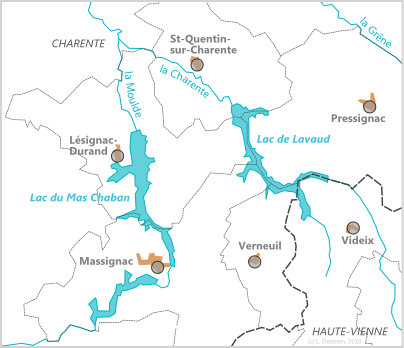
Lacs de Haute-Charente : lac du Mas Chaban et son grand voisin le lac de Lavaud.

Il est situé à 3 km en amont de la confluence de la Moulde avec la Charente et à 3,5 km à l'ouest de son voisin le lac de Lavaud, avec lequel il forme les lacs de Haute-Charente.
D'une surface de 1,17 km2 il reçoit l'eau d'un bassin versant de 52 km2 amenée par la Moulde grossie du Cluzeau, du Mas de Lépi, puis du Turlut et du Petit Pont sur la rive gauche du lac.
Le volume de la retenue est de 14,2 Mm3 avec les retenues secondaires. 
Le débit réservé est de 80 l/s et le débit maximum de 2 m3/s.
La retenue sert principalement à l’agriculture, pour répondre à la demande croissante d'irrigation. 
Dans une moindre mesure, elle permet aussi de réduire les crues en saison humide, et de régulateur afin d'éviter les assecs en été.

## Environnement
Le lac accueille quelques espèces d'oiseaux aquatiques. 
Il est équipé d'un système de déstratification thermique par bullage, car les lacs de barrages dans lesquels l'eau se stratifie en couches froides et anoxiques vers le bas peuvent significativement affecter l'écologie du cours d'eau en aval. Le système de stratification a aussi quelques inconvénients (l'ensemble de la masse d'eau est réchauffée les années très chaudes; les poissons et autres organismes aquatiques ne peuvent alors trouver d'eau plus fraîche en descendant, et on ne peut pas non plus fournir d'eau plus froide à l'émissaire). Cette eau plus chaude est plus vulnérable à la pullulation de pathogènes et à l'eutrophisation, mais les inconvénients sont jugés compensés par les avantages.